# Daniel Webster
Pour les articles homonymes, voir Webster.
Ne doit pas être confondu avec Daniel Webster (homme politique, 1949) ou Daniel Webster Jones (1839-1918).
Daniel Webster, né le 18 janvier 1782 à Salisbury (New Hampshire) et mort le 24 octobre 1852 à Marshfield (Massachusetts), est un homme politique et diplomate américain qui joue un rôle important lors de la période qui précéda la guerre de Sécession.
Il se fait d'abord connaître sur le plan régional en défendant les intérêts maritimes de la Nouvelle-Angleterre. Ses conceptions nationalistes de plus en plus nettes et sa façon remarquable de les exprimer font de lui l'un des orateurs les plus réputés et l'un des meneurs du Parti whig les plus influents. Représentant puis sénateur fédéral, il finit sa carrière politique par le poste de secrétaire d'État des États-Unis.

## Biographie
Comme avocat il servit de conseil juridique dans plusieurs procès qui créèrent des précédents constitutionnels importants et qui renforcèrent l'autorité du gouvernement fédéral. Comme secrétaire d'État, il négocia le traité Webster-Ashburton qui fixa à l'est la frontière définitive entre les États-Unis et le Canada, alors colonie britannique. Connu surtout pour son action au Sénat, Webster fut un personnage-clé de « l'Âge d'or » de l'institution. Tout au long de cette période son talent comme sénateur fut tel que Webster fit partie, avec ses collègues Henry Clay et John C. Calhoun, de ce que l'on appelait le « Grand Triumvirat ».
Bien qu'il soit personnellement opposé à l'esclavage, Webster considérait l'institution comme une question de réalité historique plutôt que comme un principe moral. Il affirmait que la question de son existence dans les territoires avait été réglée depuis longtemps lorsque le Congrès avait interdit l'esclavage dans l'ordonnance du Nord-Ouest de 1787 et divisé les régions en esclaves et en libres dans le compromis du Missouri de 1820. Il pensait que l'esclavage ne pouvait pas être éradiqué là où il existait, mais aussi qu’il ne pouvait pas s'implanter dans les terres agricoles stériles nouvellement acquises du Sud-Ouest. S'attaquant aux abolitionnistes radicaux pour renforcer sa crédibilité auprès des sudistes modérés, Webster exhortait les nordistes à respecter l'esclavage dans le Sud et à aider au retour des esclaves fugitifs à leurs propriétaires. Il rejoignit Henry Clay pour avertir que l'Union ne pourrait jamais être démembrée pacifiquement,.
Comme Clay, son désir de préserver l'Union et d'éviter une guerre le conduisit à chercher des compromis pour arrêter le séparatisme qui faisait craindre une guerre entre le Nord et le Sud. Malgré trois tentatives il n'obtint jamais la présidence, la dernière échouant en partie à cause de ses compromis. Comme ses tentatives d'entrer à la Maison-Blanche, ses efforts pour tenir la nation en dehors de la guerre civile et garantir une paix stable s'avérèrent finalement vains. Malgré tout, Webster mérite l'estime pour l'avoir tenté, et il fut cité officiellement par le Sénat en 1957 comme un de ses cinq membres les plus exceptionnels.
Il est nommé secrétaire d'État le 6 mars 1841 jusqu'au 8 mai 1843 sous la présidence Harrison et Tyler. Il reprend cette fonction le 23 juillet 1850 sous la présidence Fillmore, jusqu'à sa mort, le 24 octobre 1852.

## Sources
- (en) Cet article est partiellement ou en totalité issu de l’article de Wikipédia en anglais intitulé « Daniel Webster » (voir la liste des auteurs).